# 양현아
양현아(1960년 5월 19일 ~ )은 사회학자이다.

## 학력
- 서울대학교 사회학과 학사
- 서울대학교 대학원 사회학과 석사
- 뉴스쿨대학교대학원 (The New School for Social Research) 사회학 박사

## 경력
- 2000 일본군 성노예 전범 여성국제법정 남북한공동기소단 검사
- 2001.03~2003.08 서울대학교 법학연구단 연구원
- 2003.01 ~ 2003.03 미국 워싱턴대학교(The University of Washington) 방문강사
- 2003.08 ~ 2006.09 서울대학교 법과대학 조교수
- 2003.09 ~ 2023.12 현재 서울대학교 여성학협동과정 겸임교수
- 2005.12 ~ 2007.01 한국젠더법학연구회 창립 및 운영위원장
- 2006.10 ~ 2012.08 서울대학교 법과대학 부교수
- 2009.03 ~ 2011.02 한국젠더법학회 회장
- 2011.01 ~ 2013.12 국가인권위원회 인권위원(비상임)
- 2012 ~ 2023 12 현재 서울대학교 법학전문대학원 교수
- 2017.5. ~ 2021.08 서울대학교 법학연구소 공익인권법센터 센터장
- 2017.9.~ 2019.08 서울대학교 여성연구소 소장
- 2017.9.~ 2021.04 일본군 위안부 연구회 회장
- 2020.9. ~ 2023.12 현재 진실와 화해를 위한 과거사정리위원회 자문위원

## 생애
- [2000년 일본군 성노예 전범 여성국제법정]에서 남북한공동기소단의 검사 일원으로서 역할하였고,[1] 위 법정의 한국위원회 [증언팀]을 조직하여 피해생존자 증언연구를 수행하고 '강제로 끌려간 군위안부들 4 -기억으로 다시쓰는 역사' (풀빛 2001)를 9명의 증언팀의 공동연구로 출간하였다.[2]
- 2004.5.11.양현아 교수는 헌법재판소 호주제도 위헌법률심판제청 사건에서 참고인으로 나와서 '현대 한국사회 가족과 호주제도의 괴리'에 대해 발언하였다. 이 자리에서 양 교수는 현대 한국가족은 아들에 의한 직계가족의 계승을 전제로 하는 호주제도의 유지는 체계적인 여성차별로서 성비불균형 등 부정적인 영향을 미쳤을 뿐 아니라 소자녀화, 이혼 및 재혼 증가 등과 같은 한국가족의 현실과 부합하지 않는다고 주장하였다.[3]
- [헌법재판소]는 2011년 11월 10일 대심판정에서 의사, 조산사 등이 임부의 승낙을 받아 낙태하도록 한 경우 2년 이하의 징역에 처하도록 하는 형법 제 270조 제 1항에 대해 제기된 헌법소원 사건의 공개변론을 열었다. 이 자리에 참고인으로 나온 양현아 서울대 법학전문대학원 교수는 "낙태를 줄이기 위해서는 피임의 활성화, 미혼여성 및 저소득층 여성에 대한 출산 지원 등 다양한 방안과 지원이 필요하다. 법으로 처벌한다고 해결될 문제가 아니다"라고 주장했다.[4]
- 한국인 일본군 성노예 피해생존자의 증언집('강제로 끌려간 군위안부들4')의 영문 번역서 [Voices of the Korean Comfort Women](Routlegde, 2023)을 Chungmoo Choi 교수(미국 UC Irvine)와 함께 편집하고 12명의 연구원들과 공동번역하여 출간하였다.[5][6]